# Piazza del Popolo (Fermo)
La Piazza del Popolo est la principale place, située dans le centre historique, de la commune de Fermo dans les Marches.

## Histoire
Son espace trouve une première configuration urbaine sous Alessandro Sforza, à l'occasion de la venue de Bianca Maria Visconti, en 1442, et où elle donne naissance à Galeazzo Maria, dans l'année 1444.
Sa surface est redéfinie par une délibération communale du 8 novembre 1463 et, conserve sa forme actuelle à la suite de réaménagements effectués en 1659.

## Architecture
Longue de 135 mètres et large de 34 mètres, elle présente une configuration architectonique du Quattrocento. Sur ses côtés longs, elle est fermée par deux galeries d'arcades tandis que ses côtés courts accueillent les palais historiques les plus représentatifs de l'histoire citadine parmi lesquels; le palazzo dei Priori daté de 1296, siège de la pinacothèque municipale (it); le palazzo apostolica, commencé en 1502 par Oliverotto da Fermo et terminé en 1532 sur ordre du pape Clément VII; le loggiato di san Rocco, construit en 1528, qui abrite la chapelle de san Martino, érigée en 1505, selon le vœu de la ville pour la protéger de la peste.

## Événements
La piazza del popolo est la place où défile le traditionnel carnaval mais, aussi au mois d'août, à l'occasion de la fête de la Vierge, patronne de la ville, elle est la principale voie où se déroule la Cavalcata dell'Assunta, solennel cortège folklorique qui culmine avec la course du Palio.

## Sources
- (it) Cet article est partiellement ou en totalité issu de l’article de Wikipédia en italien intitulé « Piazza del Popolo (Fermo) » (voir la liste des auteurs).